# Platyrrhinus aurarius
Platyrrhinus aurarius é uma espécie de morcego da família Phyllostomidae. Pode ser encontrada na Venezuela, Guiana, Suriname, Guiana Francesa e Brasil.

## Descrição
A espécie foi descrita pelos zoólogos estadunidenses Charles O. Handley e Kay C. Ferris com base em uma série de exemplares da Venezuela. O epíteto específico é uma referência a sua localidade-tipo, em El Dorado.